# ماتسوموتو جون
ماتسوموتو جون، ماتسوموتو ریوجون (به ژاپنی: 松本 順 Matsumoto Jun); ۱۳ ژوئیهٔ ۱۸۳۲ – ۱۲ مارس ۱۹۰۷) عکاس، پزشک، پرسنل نظامی، و سیاستمدار اهل ژاپن بود.